# Karolina Widerström
Karolina Olivia Widerström, née le 10 décembre 1856 à Helsingborg et morte le 4 mars 1949 à Stockholm, est une médecin et gynécologue suédoise. Première femme médecin diplômée dans son pays, elle est également féministe et s'engage politiquement pour  le suffrage et l'éducation sexuelle des femmes. Elle a ainsi été la présidente de l'Association nationale pour le droit de vote des femmes et membre du conseil municipal de Stockholm.

## Biographie

### Origines et éducation
Karolina Widerström est la fille du professeur de gymnastique et vétérinaire Otto Fredrik Widerström et d'Olivia Erika Dillen. La famille déménage à Stockholm en 1873 où selon les souhaits de son père, elle étudie à la Swedish School of Sport and Health Sciences (en) pour devenir professeur de gymnastique comme lui. Après avoir fini sa formation en 1875, elle se voit offrir le poste d'assistante du professeur Branting comme physiothérapeute. Celui-ci lui conseille d'étudier la médecine et de devenir médecin. 
En 1879, elle réussit son examen de niveau secondaire à Wallinska skolan (en) et embraye, en 1880, avec l'examen en philosophie médicale à l'université d'Uppsala. En mai 1884, elle sort diplômée de l'Institut Karolinska de Stockholm et obtient sa licence de médecine quatre ans plus tard , devenant ainsi la première femme médecin diplômée en Suède. La Suédoise Charlotte Yhlen l'a été en 1873 mais elle a obtenu son diplôme aux États-Unis.

### Carrière médicale et éducation sexuelle

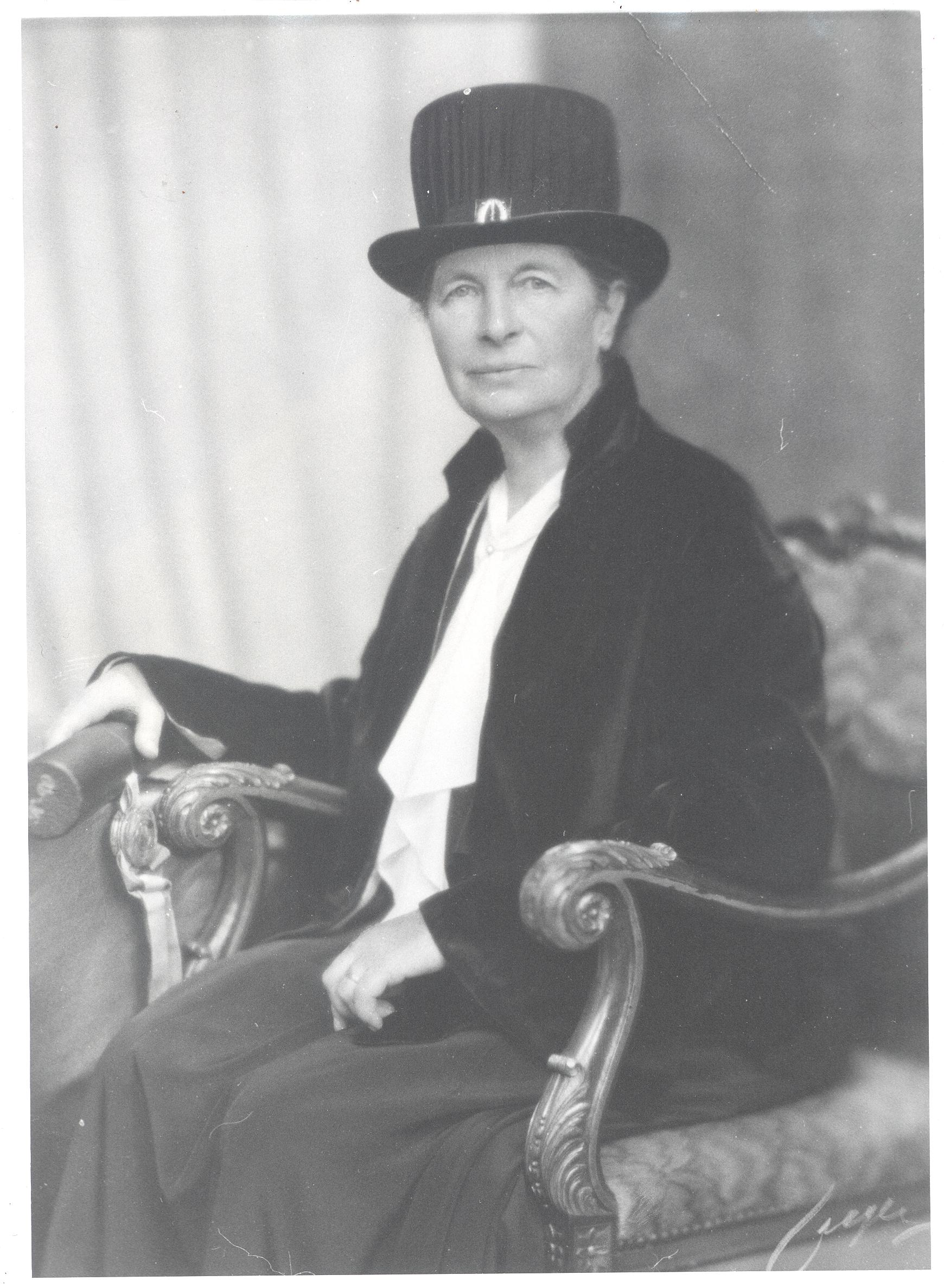
Karolina Widerström

Karolina Widerström ambitionne de faire mieux connaître leurs corps aux femmes et aux jeunes filles et milite pour qu'elles obtiennent les mêmes droits et opportunités que les hommes. Pour cela, elle est particulièrement active dans le domaine de la gynécologie et de la santé féminine. Le cabinet de gynécologue qu'elle ouvre à Stockholm ne désemplit pas. Les patientes attendent même leur tour dans l'escalier lorsque la salle d'attente est comble. Entre 1893 et 1906, elle travaille également dans une clinique privée, où elle pratique des opérations. 
Son ouvrage le plus connu, Kvinnohygien (L'hygiène des femmes), est publié pour la première fois en 1899 et réimprimé sept fois jusqu'en 1932. 
Après la mort de sa mère, en 1909, Karolina Widerström emménage avec la médecin Maria Aspman (en) et, ensemble, elles commencent à travailler sur plusieurs projets. Elles créent, par exemple, une école  enseignant les normes de protection de l'enfance, écrivent des manuels scolaires et encouragent l'intégration de l'éducation sexuelle aux programmes des écoles. À partir de 1897, Karolina Widerström donne des cours d'éducation sexuelle à des femmes adultes concernant l'hygiène sexuelle, l'anatomie, la procréation, les maladies sexuellement transmissibles ainsi que les moyens d'éviter une grossesse. Le succès de ces cours entraîne la création de formations, de séminaires et même d'écoles. Grâce à ce genre d'actions, dès 1907, l'éducation sexuelle figure au programme de pratiquement toutes les écoles de jeunes filles de Stockholm et dans toute la Suède, à partir de 1921. 

### Droits des femmes
En 1899, Karolina Widerström fonde un hôpital pour enfants qui formaient des infirmières et crée une crèche accueillant les enfants des mères pauvres pendant leur journée de travail. Lorsque, au début des années 1900, on assiste à la mise en place du congé de maternité, elle s'engage pour l'assurance-maternité qui verra le jour en 1911. 
À partir de 1900, Karolina Widerström s'investit également dans le combat contre la prostitution et milite pour la couverture sociale des mères célibataires. Elle participe, ainsi, aux campagnes soutenant les femmes exploitées ou violées. 
En outre, elle travaille à l'abolition de la réglementation des métiers de la prostitution qui obligeaient les femmes à être enregistrées et à se soumettre à un examen régulier pour dépister les maladies vénériennes. Ce sujet fait débat à l'époque parmi les militants des droits des femmes qui se regroupent en formant la Swedish Federation (en). Karolina Widerström y adhère pour poursuivre le combat. Karolina Widerström est présente sur tous les fronts, autant pour les questions de santé, demander qu'à travail égal, les femmes obtiennent un salaire égal à celui des hommes, la création d'une allocation familiale que la reconnaissance de droits de succession des enfants illégitimes. 
En 1918, Karolina Widerström crée une commission de femmes-médecins (aujourd'hui appelée Kvinnliga Läkares Förening, KLF). À côté de cela, elle appartient à différentes associations comme le Fredrika Bremerförbundet, l'Akademiskt Bildade kvinnors förening (Association des femmes diplômées) devenant, plus tard, le Kvinnliga akademikers förening (KAF) (Association des femmes universitaires), la Vereinigung der Liberalen Frauen, soit, plus tard, le Liberaler Frauenbund. Elle s'implique aussi pour une réforme de l'habillement féminin, la fin des jupons et des corsets au profit des pantalons. 

### Vie politique
Karolina Widerström est élue au conseil municipal de Stockholm en 1912 sous la bannière des libéraux ; elle reste en poste jusqu'en 1915. En 1918, elle est élue présidente de l'Association nationale pour le droit de vote des femmes, un an avant qu'il ne soit légalisé. Elle y est active jusqu'à la dissolution de l'association en 1921, lorsque les membres des deux sexes peuvent, pour la première fois, exercer le droit de vote aux élections législatives.

### Décès
Karolina Widerström meurt le 4 mars 1949 à Stockholm à l'âge de 92 ans et repose au cimetière de Solna.

## Écrits
- De qvinnliga könsorganen, deras funktioner och deras vanligaste sjukdomar (1889)
- Den kvinnliga klädedräkten betraktad ur hälsans synpunkt (1893)
- Kvinnohygien, populärt framställd. De kvinnliga underlifsorganen, deras förrättningar och vård (1899)
- De veneriska sjukdomarna och deras bekämpande (1905)